# برگ‌های خزان
.
برگ‌های خزان (به فرانسوی: Les Feuilles d'automne) اثر ویکتور هوگو کتابی است که اهل ادب و هنرمندان معاصر را به بزرگی و نبوغ هوگو معترف کرد. می‌توان گفت این کتاب خلاصه‌ای از خصوصیات زندگانی شاعر به ویژه ایام کودکی و نوجوانی اوست. این کتاب برای نخستین بار در سال ۱۸۳۱ میلادی منتشر شده است.
در این کتاب هوگو با احساسات و عواطف قوی و ظریفش، مسرات و آلام گوناگونش را شرح می‌دهد و سرگذشت‌ها و خاطرات طفولیت و احساسات کودکانه اش را در اشعار شیرینی مجسم می‌سازد.
در این مجموعه اشعار لطیفی در خصوص اطفال و تصویرهای زیبایی از مناظر بدیع و تماشایی فرانسه ساخته و و نشان داده که به خوبی می‌تواند آنچه را که به چشم دیده با نهایت توانایی بر صفحهٔ کاغذ مجسم کند. غالب اشعار این مجموعه، مؤثر و لطیفند و در قلب خواننده رسوخ می‌کنند.
زیباترین قطعاتش عبارتند از: «دو سال از این قرن گذشته بود» (راجع به ولادت خودش)، «به مسیو لو ب»، «تفکرات یک عابر در خصوص یک شاه»، «صدایی که بر فراز یک کوه شنیده می‌شود»، «به یک مسافر»، «آنچه که بچه ظاهر می‌شود…»، «به مسیو لامارتین»، «در خوابگاه تاریک»، «ای نامه‌های عاشقانهٔ من»، «به دوستان ل.ب.و.س. ب»، «یادگارهای کودکی»، «سراشیب تصورات»، «برای بیچارگان»، «غروب آفتاب»، «دعا برای همه»، «پان»، «جد»، «سعادت»، «دوستان»، «یک کلمهٔ دیگر» که زیبایی و لطف هر یک از این اشعار را از عناوینِ آن‌ها می‌توان حدس زد.

## نخستین قطعهٔ کتاب
هوگو در نخستین قطعهٔ کتاب «برگ‌های خزان» تاریخ ولادتش را با اشاره به حوادث آن عصر چنین ذکر کرده است:
«این قرن دو سال داشت،
رم جای اسپارت را می‌گرفت،
از زیر جلد بناپارت، ناپلئون ظاهر می‌گشت،
قنسول اول بود، اما پیشانی امپراتوریش،
این نقاب تنگ را در هم می‌شکست
در چنین موقع، در بزانسون شهر قدیم اسپانیایی،
مانند حبه‌ای در معرض یک تندباد،
از نژادی در عین حال برتون و لورن
طفلی به وجود آمد …»